# 205 Martha
Martha (asteroide 205) é um asteroide da cintura principal com um diâmetro de 80,58 quilómetros, a 2,6762488 UA. Possui uma excentricidade de 0,0361837 e um período orbital de 1 690 dias (4,63 anos).
Martha tem uma velocidade orbital média de 17,87420056 km/s e uma inclinação de 10,69477º.
Este asteroide foi descoberto em 13 de Outubro de 1879 por Johann Palisa.
Este asteroide recebeu este nome em homenagem a Santa Marta.